# Wladimir Jemeljanowitsch Maximow
Wladimir Jemeljanowitsch Maximow (russisch Владимир Емельянович Максимов; * 27. November 1930 in Moskau; † 26. März 1995 in Paris) war ein russischer Schriftsteller und Dissident.

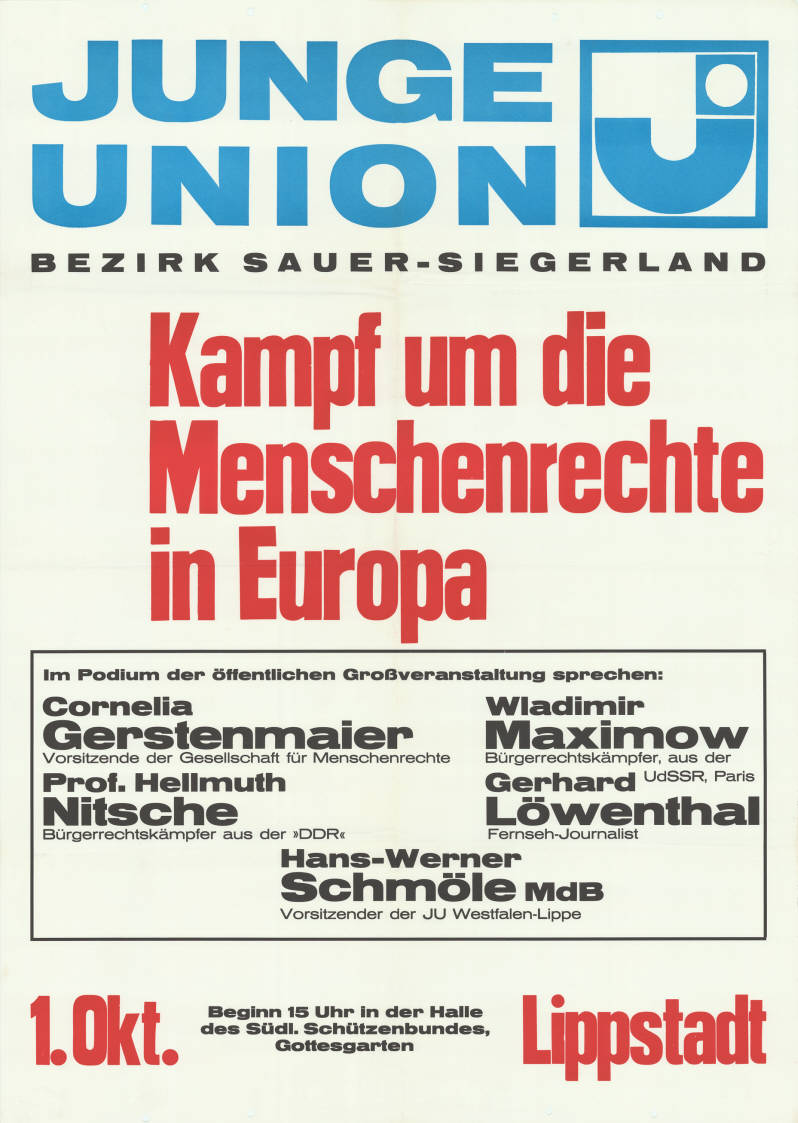
Plakat einer Veranstaltung mit Wladimir Maximow

## Leben
Maximow wurde unter dem Namen Lew Samsonow (russisch Лев Алексе́евич Самсо́нов) geboren. Er verbrachte mehrere Jahre in Lagern und in der Verbannung. Nach seiner Freilassung 1951 lebte er im Kuban-Gebiet, wo er mit seiner schriftstellerischen Tätigkeit begann. Maximow wurde im Jahr 1973 aus dem  Schriftstellerverband der UdSSR ausgeschlossen und emigrierte 1974 nach Frankreich, wo er Redakteur der Zeitschrift Kontinent war.

## Werk
- Die sieben Tage der Schöpfung. Frankfurt, 1971 (Семь дней творения, deutsch Sem dne tworenija)
- Die Quarantäne. Frankfurt, 1973 (Карантин)
- Abschied von Nirgendwo. Autobiographischer Roman, Frankfurt, 1974, 2. Auflage 1982 (Прощание из ниоткуда. Автобиографическая повесть, deutsch Proschtschanije is niotkuda. Awtobiografitscheskaja powest)
- Die Ballade von Sawwa. Frankfurt, 1979 (Сага о Савве, deutsch Saga o Sawwe)
- Sie und wir. Essays. Deutsche Erstausgabe, 143 Seiten Ullstein-Verlag, 1984, ISBN 3-548204392, DNB 840729421
- Der weiße Admiral. Paris, 1986 (Заглянуть в бездну, deutsch Sagljanut w besdnu – Schauen sie in den Abgrund)

## Auszeichnungen
- 1975: Konrad-Adenauer-Preis der Deutschland-Stiftung für Literatur